# Hemibystra aequabilis
Hemibystra aequabilis là một loài tò vò trong họ Ichneumonidae.